# Deutsche Turnerschaft

Drapeau de la Deutsche Turnerschaft

La Deutsche Turnerschaft (DT) fut l'organisme chapeautant les associations de gymnastique en Allemagne, de 1868 à 1936.

## Préambule
Le « mouvement de gymnastique », fondé par le « père de la gymnastique allemande » Friedrich Ludwig Jahn ne fut pas considéré comme une Fédération mais comme une composante politico-bourgeoise nationale.
Ainsi en plus des fraternités, il y eut des communautés gymniques (souvent par union de personnes) qui firent partie du mouvement qui amena à la révolution allemande de 1848.
Le premier gymnase allemand, initié par Jahn, fut construit en 1811 dans le parc Hasenheiden, à Berlin dans le but d'accueillir des acrobaties considérées comme de l'« éducation physique ». Par la suite, le développement se fit à travers toute l'Allemagne avec la constitution de sociétés gymniques comme le Hamburger Turnerschaft 1816, considéré comme le plus ancien club de gymnastique existant encore.

## Histoire de la Deutsche Turnerschaft
La Deutsche Turnerschaft fut fondée en 1868, par Theodor Georgii et Ferdinand Goetz comme réunion des associations de gymnastique en Allemagne ou les clubs allemands de gymnastique dans les pays voisins (comme par exemple à Prague). Georgii fut le premier président et Goetz, qui était médecin à Lindenau près de Leipzig, fut désigné Directeur honoraire. En 1895, Ferdinand Goetz devint président et le resta jusqu'à sa mort en 1915. Goetz fut longtemps un farouche adversaire de la pratique de la gymnastique en tant que compétition, mais sur le long terme ses idées furent supplantées.
Les clubs ouvriers, qui virent le jour après l'abolition des Sozialistengesetzes en 1890, ne rejoignirent pas la Deutsche Turnerschaft mais s'affilièrent à la Arbeiter-Turnerbund (ATB), fondée en 1893. Ce choix et cette séparation venaient du fait que les clubs ouvriers considéraient la « DT » comme une Fédération clairement bourgeoise. Ferdinand Goetz fut toujours un adversaire des clubs ouvriers auxquels il refusait de reconnaître une quelconque « maturité » ou la moindre moralité nationale. 

### Reinliche Scheidung
En 1923 et 1924 se produisit un schisme au sein du sport allemand. Il y eut une rupture reçut le nom de Reinliche Scheidung, séparation nette, entre la Deutsche Turnerschaft et les autres fédérations sportives.
Les causes de ce « divorce »  étaient multiples, citons le refus de certains responsables d'accepter la gymnastique comme sport de compétitions, ou aussi les oppositions entre courant d'idées politiques. Alors que la DT était majoritairement un organisme de droite, beaucoup d'autres organismes, pas nécessairement liés aux associations travaillistes, étaient des sociaux démocrates ou des libéraux, voire des socialistes. Le développement au sein de nombreux clubs de sections autres que celle de gymnastique, causa aussi la désapprobation des responsables de la DT. Les litiges étaient surtout conséquents avec les fédérations de sport de ballons comme le Football ou le Handball.
Cette rupture nette amena la scission de nombreux clubs en entités indépendantes consacrées uniquement à un sport déterminé.

### Le sport sous la botte
Lors des Deutschen Kampfspiele  de 1934 à Nuremberg furent publiées mes nouvelles directives édictées par le Deutschen Reichsbund für Leibesübungen (DRL). Ce DRL avait remplacé, en mai 1933, après l'arrivée au pouvoir des Nazis, le Deutscher Reichsausschuss für Leibesübungen (DRAfL).
À partir de 1934, la Gymnastique fut administrée par le « Fachamt I » du DRL. À partir de ce moment, la DT était virtuellement réduite au silence et dissoute. Elle le fut officiellement, deux ans plus tard, le 30 septembre 1936.

## Organisations suivantes
Après la Seconde Guerre mondiale, au sein de la Républiqie fédérale d'Allemagne, l'organisme qui succéda à la Deutsche Turnerschaft fut fondé sous l'appellation de Deutsche Turner-Bund (DTB). La DTB rejoignit la Deutscher Sportbund (DSB). La Reinliche Scheidung entre les cercles de gymnastique et ceux des autres disciplines fut définitivement cessée. Les clubs travaillistes, interdits sous le régime nazi furent de nouveau autorisés et la plupart furent reconstitués. Des synergies ou des unions se firent entre ces entités ouvrières et ceux dits « bourgeois ».
En RDA, la Deutsche Turnverband (DTV) fut instaurée comme organisme de gestion des cercles gymniques. Après la réunification allemande, la DTV intégra la DTB.

## Disciplines

### Gymnastique et Jeux athlétiques
La Deutsche Turnerschaft regroupa les cercles de Gymnastique mais aussi les disciplines comme le Schlagball (variante allemande du baseball), de Faustball ou de Prellball.

### Andere Sportarten
Au moment de la Reinliche Scheidung, la Deutsche Turnerschaft continua d'organiser des compétitions dans d'autres disciplines afin que les athlètes intéressés restent dans leur club.

#### Football
| Saisons   | Vainqueurs         | Finalistes                  | Résultats | Notes     |
| --------- | ------------------ | --------------------------- | --------- | --------- |
| 1924-1925 | MTV Fürth          | Kieler MTV                  | 5-0       |           |
| 1925-1926 | MTV Fürth          | Hamburg-Rothenburgsorter TV | 3-2       |           |
| 1926-1927 | TV 1861 Forst      | TV 1846 Mannheim            | 6-0       |           |
| 1927-1928 | Harburger TB 1865  | ATV Leipzig-Paunsdorf       | 1-0       |           |
| 1928-1929 | TV 1846 Mannheim   | ATG Gera                    | 5-0       |           |
| 1929-1930 | Kruppsche TG Essen | MTV Wilhelmsburg            | 5-4       | ap. prol. |

Une sélection nationale des meilleurs éléments évoluant dans le championnat de la DT fut constituée et affronta les Pays-Bas, le 6 juillet 1927 (2-2) à Cologne et le 24 juillet 1932 (5-0) à Dortmund.

#### Handball
À partir de 1921, donc avant la Reinliche Scheidung, la DT organisa son propre championnat de Handball (il s'agissait de « Feldhanddall », joué en extérieur par des équipes de 11 joueurs). 
À partir de 1931, le champion de la DR rencontra lors d'un barrage le champion de la Deutschen Sportbehörde für Leichtathletik
| Saisons   | Vainqueurs                                 |
| --------- | ------------------------------------------ |
| 1920-1921 | Oldenburger Turnerbund                     |
| 1921-1922 | Berliner Turngenossenschaft                |
| 1922-1923 | TV Eintracht Frankfurt                     |
| 1923-1924 | non-organisé                               |
| 1924-1925 | Turngemeinde Berlin                        |
| 1925-1926 | Hamburger Turnerschaft Barmbeck-Uhlenhorst |
| 1926-1927 | non-organisé                               |
| 1927-1928 | Hamburger Turnerschaft Barmbeck-Uhlenhorst |
| 1928-1929 | TV Vorwärts Breslau                        |
| 1929-1930 | TV Vorwärts Breslau                        |
| 1990-1931 | TV Vorwärts Breslau                        |
| 1931-1932 | TV Vorwärts Breslau                        |
| 1932-1933 | NSTV Breslau                               |

| Saisons   | Vainqueurs                                  |
| --------- | ------------------------------------------- |
| 1920-1921 | TSV 1860 Spandau                            |
| 1921-1922 | TSV 1860 Spandau                            |
| 1922-1923 | TuRU Düsseldorf                             |
| 1923-1924 | Turnverein Seckbach 1875, Frankfurt am Main |
| 1924-1925 | Turngemeinde Stuttgart                      |
| 1925-1926 | Polizeisportverein Rastatt                  |
| 1926-1927 | Polizeisportverein Rastatt                  |
| 1927-1928 | TV Chemnitz-Gablenz                         |
| 1928-1929 | TV Friesenheim Ludwigshafen                 |
| 1929-1930 | TV Friesenheim Ludwigshafen                 |
| 1930-1931 | TV Oppum, Krefeld                           |
| 1931-1932 | TSV Herrnsheim, Worms                       |
| 1932-1933 | Allgemeine Turngemeinde Gera                |

#### Rugby
En 1928, la Deutsche Turnerschaft organisa son propre championnat de Rugby sous la forme d'un tournoi. Il fut remporté par le Heidelberg TB 1846. Ce fut la seule organisation du genre.

## Sources et liens externes
- Handbuch der Deutschen Turnerschaft i. A. d. Ausschusses derselben von Ferdinand Goetz. - Hof; 1884, 1888, 1904.